# Скијашко трчање на Зимским олимпијским играма 2014 — 15 километара класично за мушкарце
Такмичење мушкараца у дисциплини скијашког трчања на 15 км класичним стилом на Зимским олимпијским играма 2014. у Сочију, одржаће се 14. фебруара 2014. на комплексу за скијашко трчање и биатлон Лаура у Красној Пољани, Краснодарском крај 60 км удаљеној од Сочија у Русији, са почетком у 14:00 часова по локалном времену.
Титулу освојену на Ванкуверу 2010. одбранио је Дарио Колоња из Швајцарске.

## Систем такмичења
Скијаши стартују у размацима на 30 секунди а такмиче се појединачно на стази од 15 километара. Најбоље рангирани скијаши стартују последњи.
Дисциплина појединачно трчи се наизменично са оба стила трчања. На Олимпијским играма у Сочију трчало се класичним стилом.
У овој дисциплини учествовала су 92 такмичара из 45 земаља.

## Земље учеснице
У овој дисциплини учествовала су 92 такмичара из 45 земаља. Број спортиста сваке земље дат је у загради поред њеног имена. 
1. Аргентина (1)
2. Аустралија (2)
3. Аустрија (1)
4. Белорусија (3)
5. Бермуди (1)
6. Бугарска (1)
7. Данска (1)
8. Доминика (1)
9. Естонија (4)
10. Индија (1)
11. Иран (1)
12. Ирска (1)
13. Исланд (1)
14. Италија (4)
15. Јерменија (2)
16. Јужна Кореја (1)
17. Казахстан (4)
18. Канада (4)
19. Кина (1)
20. Летонија (2)
21. Литванија (1)
22. Лихтенштајн (1)
23. Мађарска (1)
24. Република Македонија (1)
25. Монголија (1)
26. Немачка (4)
27. Непал (1)
28. Норвешка (4)
29. Перу (1)
30. Пољска (4)
31. Русија (4)
32. Румунија (1)
33. Сједињене Америчке Државе (1)
34. Словачка (2)
35. Србија (2)
36. Турска (1)
37. Уједињено Краљевство (3)
38. Украјина (1)
39. Финска (4)
40. Француска (4)
41. Хрватска (1)
42. Чешка (1)
43. Швајцарска (3)
44. Шведска (4)
45. Шпанија (2)

## Резултати
| Пласман | ст. бр. | Име | Земља | Време | Заостатак | Напомена |
| ------- | ------- | --- | ----- | ----- | --------- | -------- |
|         |         |     |       |       | +0.0      |          |
|         |         |     |       |       |           |          |
|         |         |     |       |       |           |          |
| 4.      |         |     |       |       |           |          |
| 5.      |         |     |       |       |           |          |
| 6.      |         |     |       |       |           |          |